# Ahmet Celović
Ahmet Celović (* 1. Januar 1940) ist ein ehemaliger jugoslawischer Fußballspieler.

## Karriere
Celović spielte bis 1968 für FK FAP Priboj in der jugoslawischen 2. Liga. Er wurde vom Fußballverband für ein Jahr gesperrt. Infolgedessen verließ Celović Jugoslawien Richtung Türkei. Galatasaray Istanbul verpflichtete den Stürmer zur Saison 1968/69. In seiner ersten Spielzeit für die Gelb-Roten kam er zu sechs Ligaspielen und traf dreimal das Tor. Am Saisonende gewann er mit seinen Teamkollegen den türkischen Supercup. Im Finale besiegte Galatasaray Göztepe Izmir mit 2:0. Celović machte in der 80. Spielminute das Tor zum 2:0.
Celović wechselte vor dem Beginn der Saison 1971/72 zu Samsunspor und beendete seine Karriere im Sommer 1972.

## Erfolg
Galatasaray Istanbul
- Türkischer Meister: 1969
- Cumhurbaşkanlığı Kupası: 1969